# Hemiculter
Hemiculter  es un género de peces de la familia de los Cyprinidae y del orden de los cipriniformes.

## Especies
- Hemiculter bleekeri (Warpachowski, 1887)
- Hemiculter elongatus (Nguyen & Ngo, 2001)[2]
- Hemiculter krempfi (Pellegrin & Chevey, 1938)
- Hemiculter leucisculus (Basilewsky, 1855)[3]
- Hemiculter lucidus (Dybowski, 1872)
- Hemiculter songhongensis (Nguyen & Nguyen, 2001)[4]
- Hemiculter tchangi (Fang, 1942)[5][6][7][8][9][10][11]